# Damalina laticeps
Damalina laticeps är en tvåvingeart som beskrevs av Carl Ludwig Doleschall 1858. Damalina laticeps ingår i släktet Damalina och familjen rovflugor. Inga underarter finns listade i Catalogue of Life.